# 정리쥔
정리쥔(중국어 정체자: 鄭麗君, 병음: Zhèng Lìjūn, 한자음: 정려군, 1969년 6월 19일~)은 중화민국의 정치인으로, 2012년 비례대표로 출마하여 입법위원으로 당선되었다.